# Меланин
Меланин (грч. μέλας) је црни или смеђи тј. браон боје пигмент који настаје путем ензимске оксидације тирозина. Он је садржан у великом броју биљних и животињских врста, као и код човека. Код животиња и човека, меланин се ствара у ћелијама меланоцитима у кожи, очима и коси. Меланин утиче на боју ових ткива и највише је одговоран за боју коже, косе и очију код човека. Недостатак меланина у кожи назива се албинизам.
Постоје три основна типа меланина: неуромеланин, еумеланин и феомеланин, при чему је најчешћи тип је еумеланин. Он се производи се у „црној“  и „смеђој“ варијанти. Феомеланин је цистеин, а садржи црвено-смеђе полимере бензотиазина и у  великој мери је одговоран за црвену косу и пеге. Неуромеланин се налази мозгу, а његова функција је нејасна. Предузета су истраживања како би се испитала његова ефикасност у лечењу неуродегенеративних поремећаја попут Паркинсонове болести.
У кожи, производњу меланина (меланогенезу) покреће излагање УВ зрачењу, које узрокује да кожа видно потамни. Меланин је ефикасан апсорбер светлости, јер је пигмент расипа преко 99,9% од апсорбираног УВ зрачења. Због ове способности, сматра се да меланин штити ћелије коже од оштећења ДНК, смањујући ризик од рака коже. Осим тога, иако је излагање УВ зрачењу је повезано с повећаним ризиком од малигног меланома, проучавања рака меланоцита су показала нижу стопу рака коже код особа с концентрисанијим меланином, односно тамнијим  тоном коже. Ипак, однос између пигментације коже и фотозаштите још увек није разјашњен.

## Човек
Код људи, меланин је примарна одредница боје коже, очију, косе и канала унутрашњег ува. Од унутрашњих ткива налази се у мозгу и можданом стаблу (substantia nigra, locus coeruleus, zona reticularis) и сржи надбубрежне жлезде.
Меланин у кожи произведе меланоцити који се налазе у базном слоју (stratum germinativum) покожице. Иако, генерално, људска бића поседују сличне концентрације меланоцита у кожи, меланоцити неких особа, особито из неких етничких група чешће или ређе се изражавају, те неки људи имају врло мало или нимало меланина у њиховим телима (албинизам).
Пошто је меланин агрегат мањих молекулских компоненти, постоји много различитих врста меланина с различитим пропорцијама и различитим обрасцима спајања њихових компоненти. Мада се и  феомеланин и еумеланин се налазе се у људској кожи и коси, еумеланин је најзаступљенији људски меланин.

### Еумеланин
Дуго се сматрало да еумеланинске полимере чине бројни умрежени полимери 5,6-дихидрокси индолних аналога (попут самог 5,6-дихидрокси-индола (DHI) и 5,6-дихидрокси-индол-2–карбоксилних киселина (DHICA)). Позната су два типа: црни и смеђи. Црни меланин је тамнији од смеђег. Мала количина црног еумеланина, у недостатку других пигмената, карактерише сиву косу. Мала количина смеђег еумеланина, у недостатку других пигмената, узрокује плаву (блонд) боју косе.

### Феомеланин
Феомеланин даје ружичасте до црвене нијансе, те се у посебно великим количинама налази у црвеној коси. Феомеланин је посебно концентриран у уснама, брадавицама, главићу пениса и вагини. У хемијским терминима, феомеланин се разликује од еумеланина по томе што су у његову олигомерну структуру уграђени бензотиазин и бензотиазол уместо DHI и DHICA, када је присутна аминокиселина L-цистеин.

#### Трихохроми
Трихохроми (раније звани трихосидерини) су пигменти произведени истим метаболичким путем као еумеланини и феомеланини, али за разлику од тих молекула имају малу молекулску тежину. Они се јављају у појединим црвеним људским косама.

### Неуромеланин
Неуромеланин (NM) је тамни полимерни пигмент кога  производе специфични катехоламинергични неурони у мозгу или у горњој вокалном траци или горњој гласници. Људи имају највише неуромеланина, док је његова количина код осталих примата мања, а потпуно је одсутан код других врста. Међутим, његова биолошка функција остаје непозната, иако је доказано да се људски неуромеланин ефикасно веже за прелазне метале, као што су гвожђе и остале потенцијално токсичне молекуле. Дакле, може играти кључну улогу у апоптозама које су и повезане са Паркинсоновом болешћу.

## Остали организми
Меланини имају врло различите улоге и функције у различитим организмима. Облик меланина су и тинте многих главоножаца, које служе за одбрану од предатора. Меланини такође штите микроорганизме, као што су бактерије и гљивице, од стресова који узрокују оштећења ћелија, под утицајем УВ зрачења и реактивних врста кисеоника. Меланин штити и од оштећења од високих температура, хемијских агенаса (као што су тешки метали и оксидујућих агенаса), и од биохемијских утицаја (као што је одбрана домаћина против инвазије микроба). Према томе, у многим патогеним микробима (на пример, код гљивице Cryptococcus neoformans) изгледа да меланини играју важну улогу у вируленцији и патогености, након имуног одговора својих домаћина. За неколико минута након инфекције, током формирања капсуле у микроб се обавије меланином (меланизација). Сматра се да се током формирања ове капсуле, као нуспроизвод, стварају слободни радикали, који убијају. Неке врсте гљивица, под називом „радиотрофне гљиве”, чини се да би могле користити меланин као фотосинтетски пигмент који им омогућује да ухвате гама зраке, и користе енергију за свој раст.
Меланин је значајан код сисарских врста. Црно перје птица потиче од меланина. Садржи га много више него бело перје или оно које садржи друге пигменте као што су каротени.
Птичје око је специјализовани орган, богат крвним судовима. Pecten oculi је такође изузетно богат меланином, за који се мисли да има улогу у апсорпцији светлости на оптичком диску, а  користи га за загревање ока. То опет може стимулирати ослобађање храњивих материја из pecten oculi до ретине, преко стакластог тела. У пигментном епителу мрежњаче присустне су велике количине меланинских гранула, што на њој може минимизовати повратни лом свјетлости.
Код неких мишева, меланин је нешто другачије природе. На пример, код Agouti миша, појављује се смеђа длака, због наизменичне производње црног еумеланина и жуте варијанте феомеланина. Длаке су заправо повезано црне и жуте, а нето ефект је смеђа боја већине мишева. Неке генетичке неправилности могу произвести било потпуно црно или потпуно жуте мишеве.
Меланине производе и биљке, код којих се се понекад називају катехолни меланини, јер они могу дати катехол при алкалној фузији. То се често види у ензимском посмеђивању воћа, као што су банане. Биосинтезе обухватају оксидацију индол-5,6-хинона путем тирозиназе (полифенол оксидазе) од тирозина и катехоламина, што доводи до формирања катехол меланина. Упркос томе, многе биљке садрже компоненте које инхибирају производњу меланина.